# Willy Donie
Willy Donie, né le 16 février 1945 dans la ville belge de Audenhove-Sainte-Marie (Zottegem), située en Région flamande dans la province de Flandre-Orientale, est un coureur cycliste belge, professionnel de 1967 à 1972.

## Palmarès
- 1967
  - 1re étape au Tour de Belgique amateurs
  - Circuit de la région linière
  - 3e à Circuit de la vallée de la Senne
  - 3e à Grand Prix Briek Schotte
- 1968
  - Tielt-Anvers-Tielt
  - 2e à Circuit des monts du sud-ouest
  - 3e à Stadsprijs Geraardsbergen
  - 3e au Circuit du Houtland
- 1969
  - 2e à Circuit de la région linière
  - 3e au Grand Prix de Hannut
- 1970
  - 3e à Roubaix-Cassel-Roubaix
  - 3e à Circuit des monts du sud-ouest